# Galeta de soda

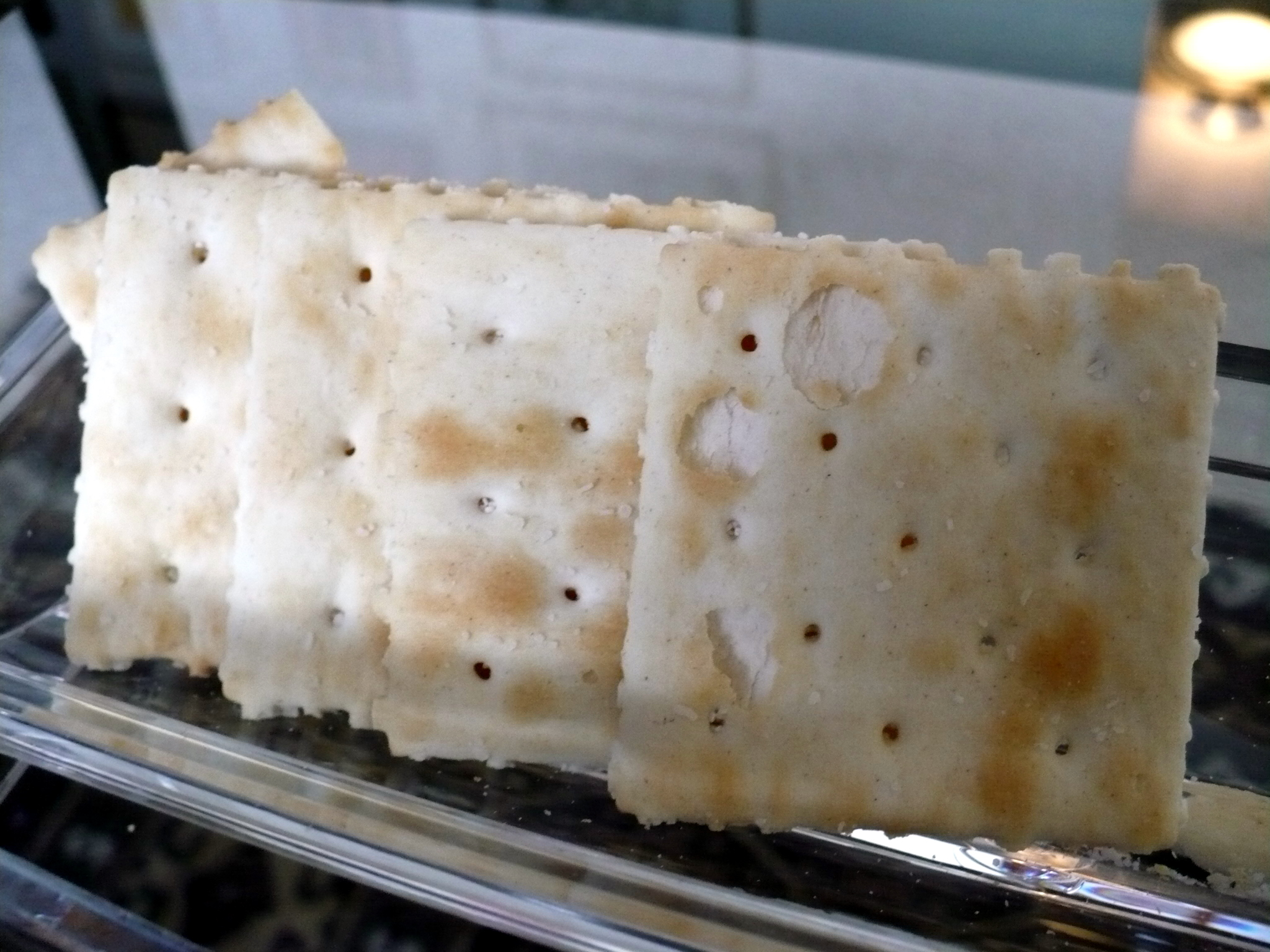
Galetes de soda «Premium de Nabisco».

El bescuit o galeta de soda és un cracker i normalment quadrat fet de farina blanca, greix alimentari, llevat i llevat químic, amb la majoria de les varietats lleugerament espolsades amb sal gruixuda, a Cuba les espolsen amb sal gruixuda i una altra variant és amb sèsam. Té perforacions per la seva superfície, per permetre que el vapor escapi i pugi uniformement, i per les vores, ja que les galetes individuals es trenquen de làmines més grans durant la fabricació. Té una textura molt seca i cruixent, i es fa amb menys greix que d'altres varietats com els «Ritz crackers». Existeixen versions baixes en sodi i sense sal, així com integrals.

## Història
Les galetes de soda, anomenades també premium flakes o saltine crackers en anglès, procedeixen d'almenys el segle xix. Els Premium Saltines, anomenats originàriament Premium Soda Crackers, van sorgir el 1876 a St. Joseph (Missouri).
Als Estats Units, la paraula «saltine» era originàriament una marca registrada de Nabisco, que va absorbir la marca Premium, però va perdre la protecció legal després que el terme comencés a usar-se àmpliament per al·ludir a altres crackers semblants.

## Usos
Les galetes de soda acostumen a menjar-se com aperitiu lleuger, amb mantega, melmelada, formatge fos o pasta de guaiaba. També poden mullar-se o engrunar-se en estofats, xilis o sopes, o afegir-se a amanides. Acostumen a vendre's en capses que contenen diversos lots de crackers embolicats en paper encerat, cel·lofana o plàstic. A restaurants es troben en petits paquets embolicats de dues galetes, normalment per acompanyar sopes o amanides.